# Железничка станица Тогешита
Железничка станица Тогешита (峠下駅 Tōgeshita-eki) је железничка станица у Јапану у граду Румој, Хокаидо на линији Румој, оператера Хокаидо железница.

## Линија
- Хокаидо железница
  - ■ Главна линија Румој

## Суседне станице
| «                   | «                   | Сервис              | »                   | »                   |
| Главна линија Румој | Главна линија Румој | Главна линија Румој | Главна линија Румој | Главна линија Румој |
| ------------------- | ------------------- | ------------------- | ------------------- | ------------------- |
| Ебишима             | Ебишима             | -                   | Хоронука            | Хоронука            |